# Santana da Ponte Pensa
Santana da Ponte Pensa es un municipio brasileño del estado de São Paulo. La ciudad tiene una población de 1.641 habitantes (IBGE/2010) y un área de 130,3 km². Santana da Ponte Pensa pertenece a la Microrregión de Jales.

## Geografía
Se localiza a una latitud 20º15'11" sur y a una longitud 50º47'50" oeste, estando a una altitud de 426 metros. Su población estimada en 2004 era de 1.652 habitantes. Posee un área de 129,909 km².

### Clima
- Temp Min (entre 2000 a 2009): 2,1 °C en el mes de julio en 2008
- Temp Max (entre 2000 a 2009): 41,0C en el mes de diciembre en 2008

### Carreteras
- SP-320

## Demografía
Datos del Censo - 2010
Población total: 1.641
- Urbana: 1.097
- Rural: 544
- Hombres: 841[5]
- Mujeres: 800

Densidad demográfica (hab./km²): 12,60
Datos del Censo - 2000
Mortalidad infantil hasta 1 año (por mil): 13,98
Expectativa de vida (años): 72,26
Tasa de fertilidad (hijos por mujer): 1,99
Tasa de alfabetización: 79,88%
Índice de Desarrollo Humano (IDH-M): 0,753
- IDH-M Salario: 0,670
- IDH-M Longevidad: 0,788
- IDH-M Educación: 0,801

(Fuente: IPEAFecha)

## Administración
- Prefecto: Sebastião Chiareti Ortega (2009/2012)
- Viceprefecto: Fernando Longhi Tobal
- Presidente de la cámara: (2009/2010)

## Religión
El Cristianismo está presente en la ciudad de la siguiente manera:

### Iglesia Católica
La iglesia católica del municipio forma parte de la Diócesis de Jales.

### Iglesia Protestante
En la ciudad están presentes las más diversas creencias evangélicas, principalmente pentecostales, incluidas las Asambleas de Dios de Brasil (la iglesia evangélica más grande del país), Congregación Cristiana, entre otras. Estas denominaciones están creciendo cada vez más en todo Brasil.